# How a Mosquito Operates
How a Mosquito Operates er en amerikansk animationsfilm fra 1912 af Winsor McCay.